# Naturschutzgebiet Fürstenbergholz
Das Naturschutzgebiet Fürstenbergholz ist ein etwa 82 ha großes Naturschutzgebiet im Dortmunder Stadtbezirk Hörde in Nordrhein-Westfalen. Es liegt vollständig in der Gemarkung Syburg.

## Beschreibung
Im rechtskräftigen Landschaftsplan der Stadt Dortmund wird das Gebiet wie folgt beschrieben:

„Das Schutzgebiet umfasst das großflächige Waldgebiet des Fürstenbergholzes. Der Wald ist aus Laub-Nadel-Mischbeständen aufgebaut mit hohen Anteilen von Eichen-Buchenwald. Truppweise beigemischt kommen die Nadelhölzer Fichte, Kiefer, Douglasie und Lärche vor. Die einzelnen Bestände sind unterschiedlich alt, von der Dickung über das Stangenholz bis zum Altholz sind praktisch alle Altersklassen vertreten. In diese Waldbestände sind die kleinen Quellsiepen des Wannebachs, des Reichsmarksiepens und des Brandskopfsiepens eingesenkt. Hier und da werden sie von Erlen gesäumt. Zumeist reicht aber der Buchen-Eichenwald, zuweilen auch die Fichten, bis auf den Talgrund. Bemerkenswert ist ein kleiner, zeitweise auch trockenfallender Weiher im Westen des Gebietes. Er liegt im Übergang zwischen zwei kleinen, eher trockenen Erlen- und Birkenwaldbeständen, die, laut Karte und alten Beschreibungen, den Bereich eines ehemaligen "Waldmoores" kennzeichnen. Der ca. 9 ha große Bereich ist als Geotop mit der Objektbezeichnung "Niedermoor Fürstenbergholz östlich Dortmund-Ahlenberg" unter der Kennung GK-4510-019 ausgewiesen und geowissenschaftlich und landeskundlich schutzwürdig.Das NSG Fürstenbergholz ist ein wichtiges Wald-Refugial-Biotop im Dortmunder Süden.“

## Schutzziele
Erhaltung von Lebensgemeinschaften oder Biotopen bestimmter wildlebender Tier- und Pflanzenarten,
- wegen der Seltenheit, besonderen Eigenart oder hervorragenden Schönheit einer Fläche oder eines Landschaftsbestandteils und

- wegen der hohen Bedeutung zum Schutze des Klimas.

Als wertvolle Lebensstätten gelten insbesondere:
- die naturnahen Buchenwaldbestände mit z. T. seltenen Pflanzen- und Tierarten,

- der Hochmoorrest mit gebietstypischen Pflanzen und Tierarten,

- die feuchten Quellbereiche des Wannebaches,

- die feuchte Bachaue des Wannebaches mit z. T. seltenen Pflanzen- und Tierarten.[4]

## Tier- und Pflanzenarten
Folgende Tierarten wurden im Naturschutzgebiet gefunden: Gebänderte Prachtlibelle (Calopteryx splendens), Grasfrosch (Rana temporaria) und Grosser Blaupfeil (Orthetrum cancellatum).
Bei den Pflanzenarten sind hervorzuheben: Wasser-Greiskraut (Senecio aquaticus) und Wasserstern (unbestimmt) (Callitriche spec.).

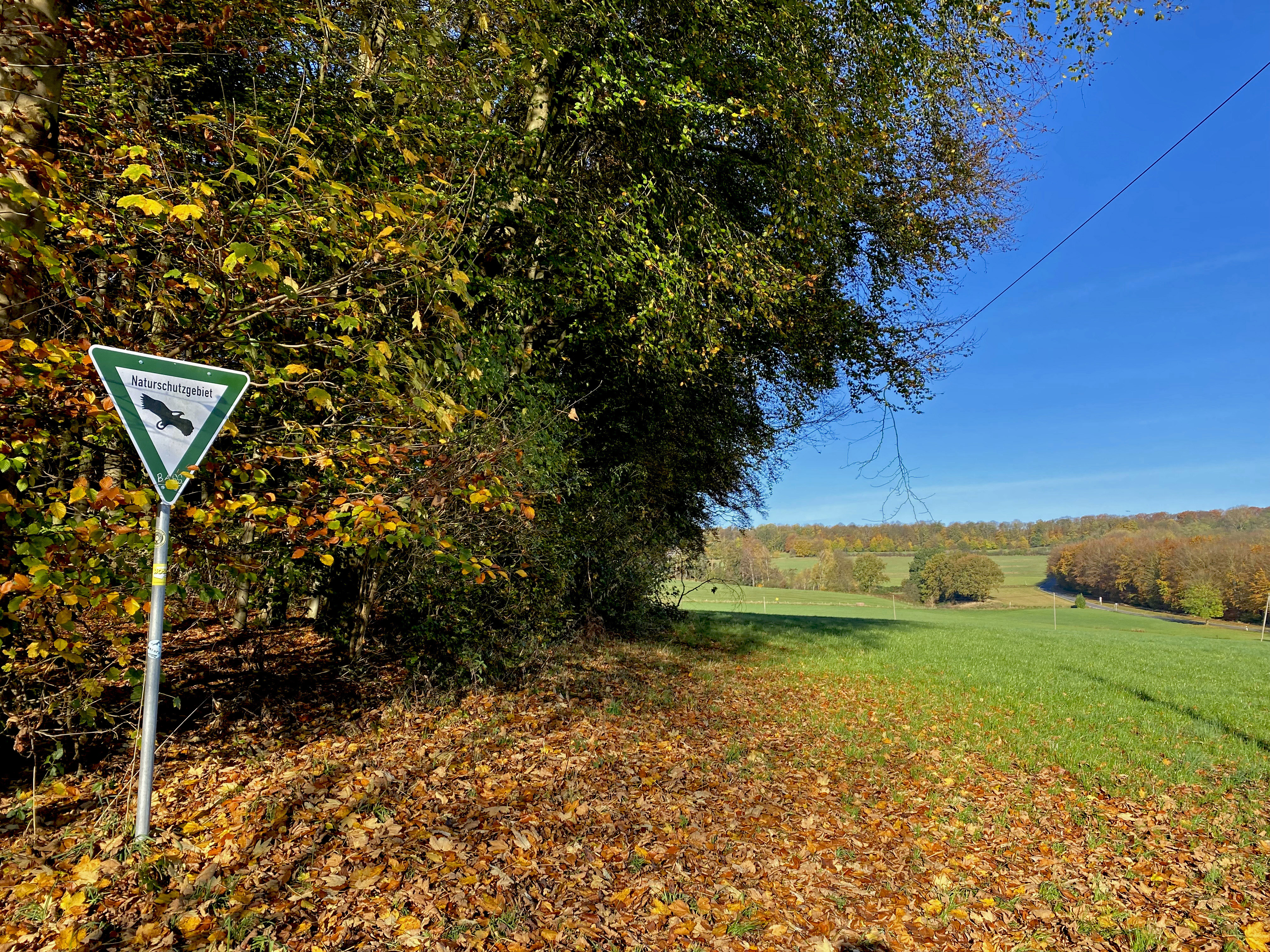
Nordöstl. Wandrand (Nähe Reichsmarkstraße)
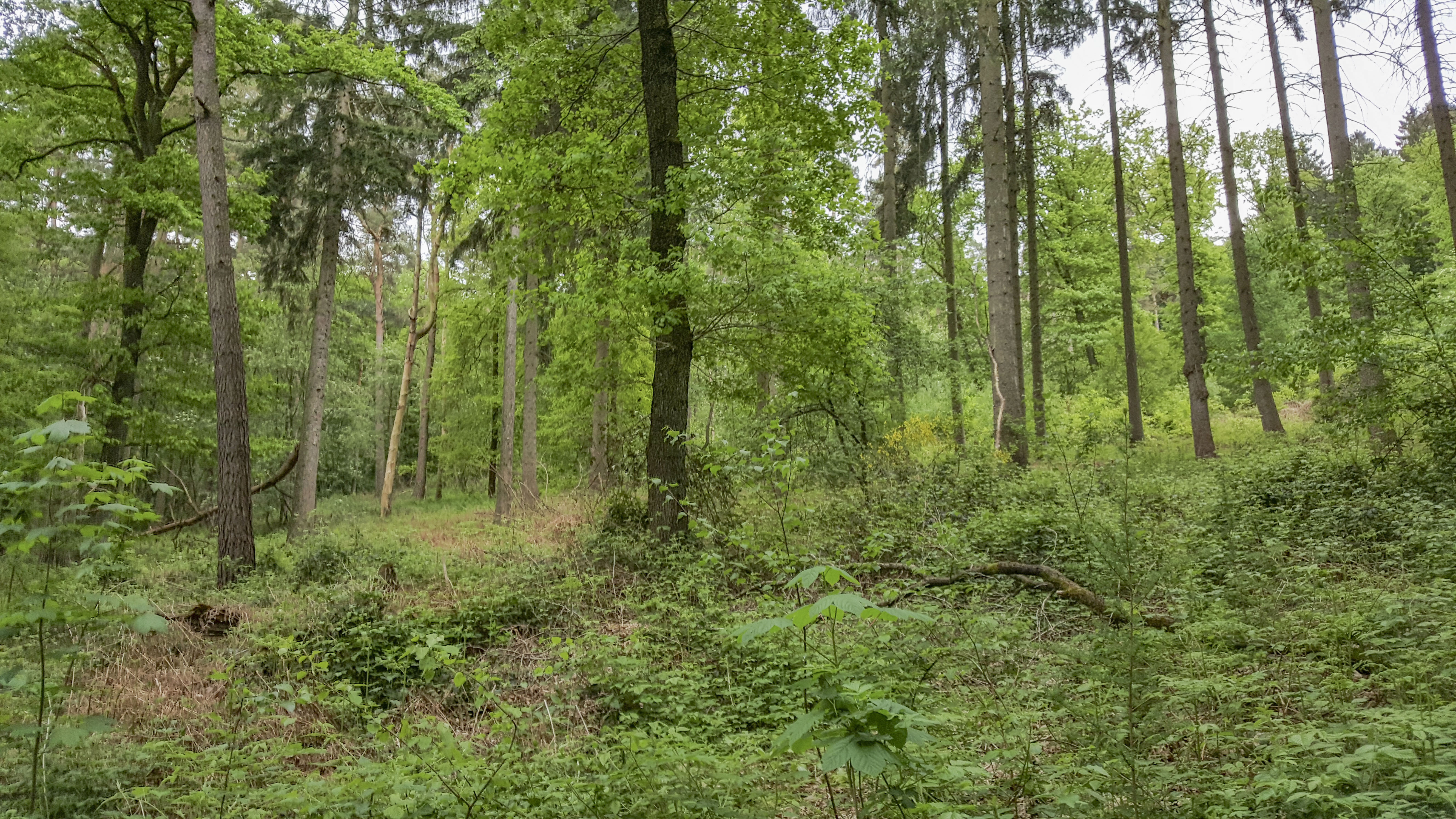
NSG Fürstenbergholz im Frühling
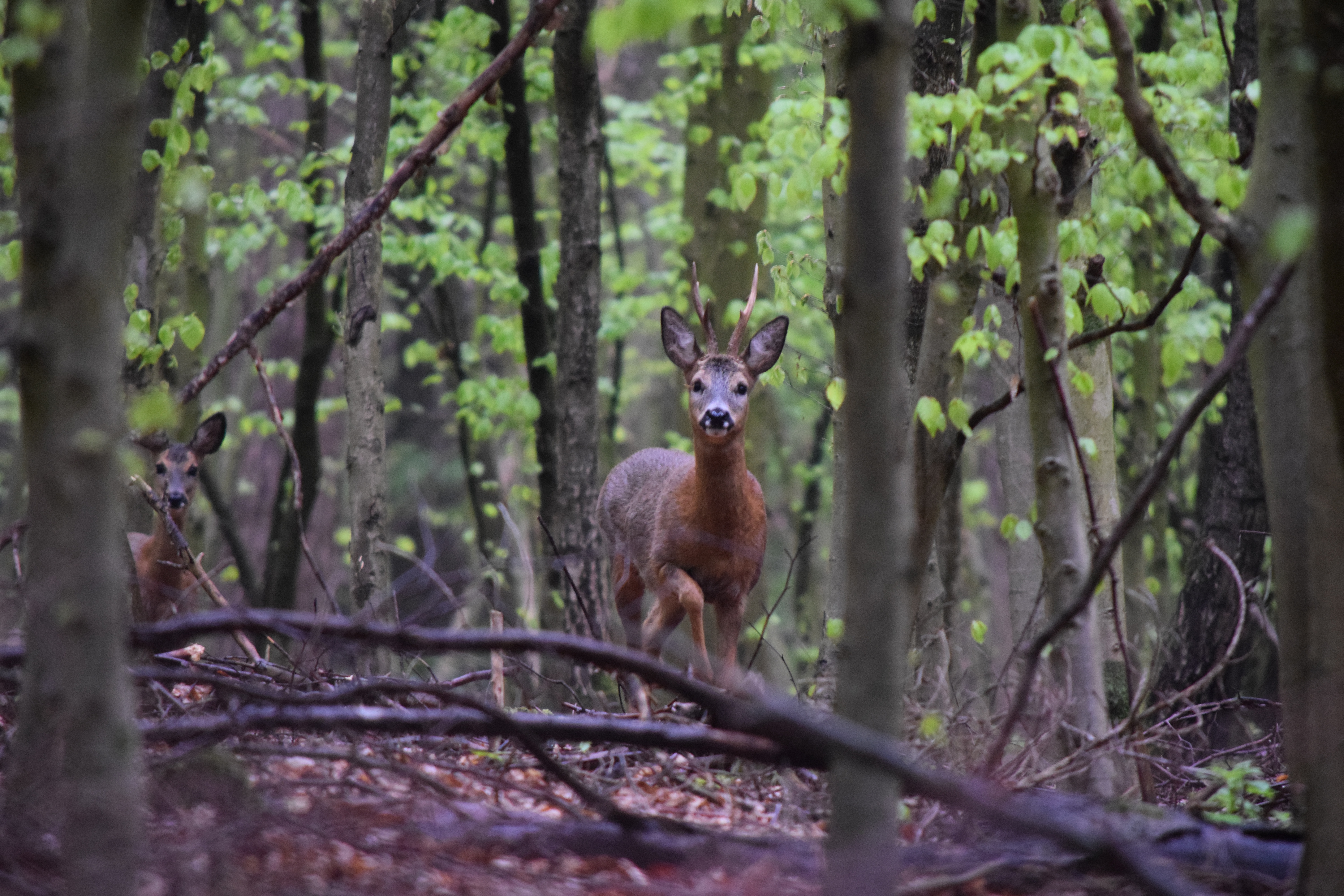
Zwei Rehe im Buchenwald
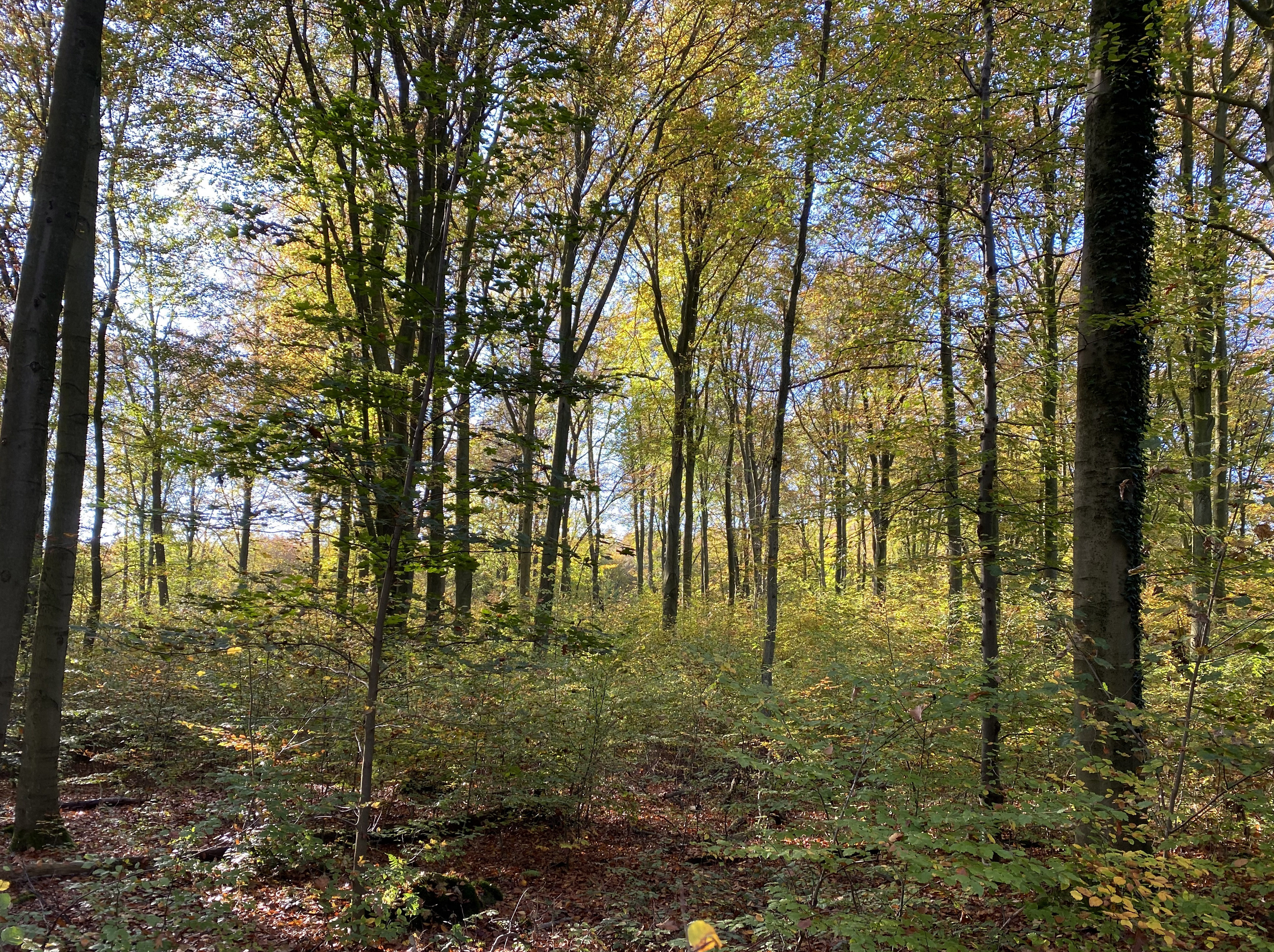
Verjüngter Wald
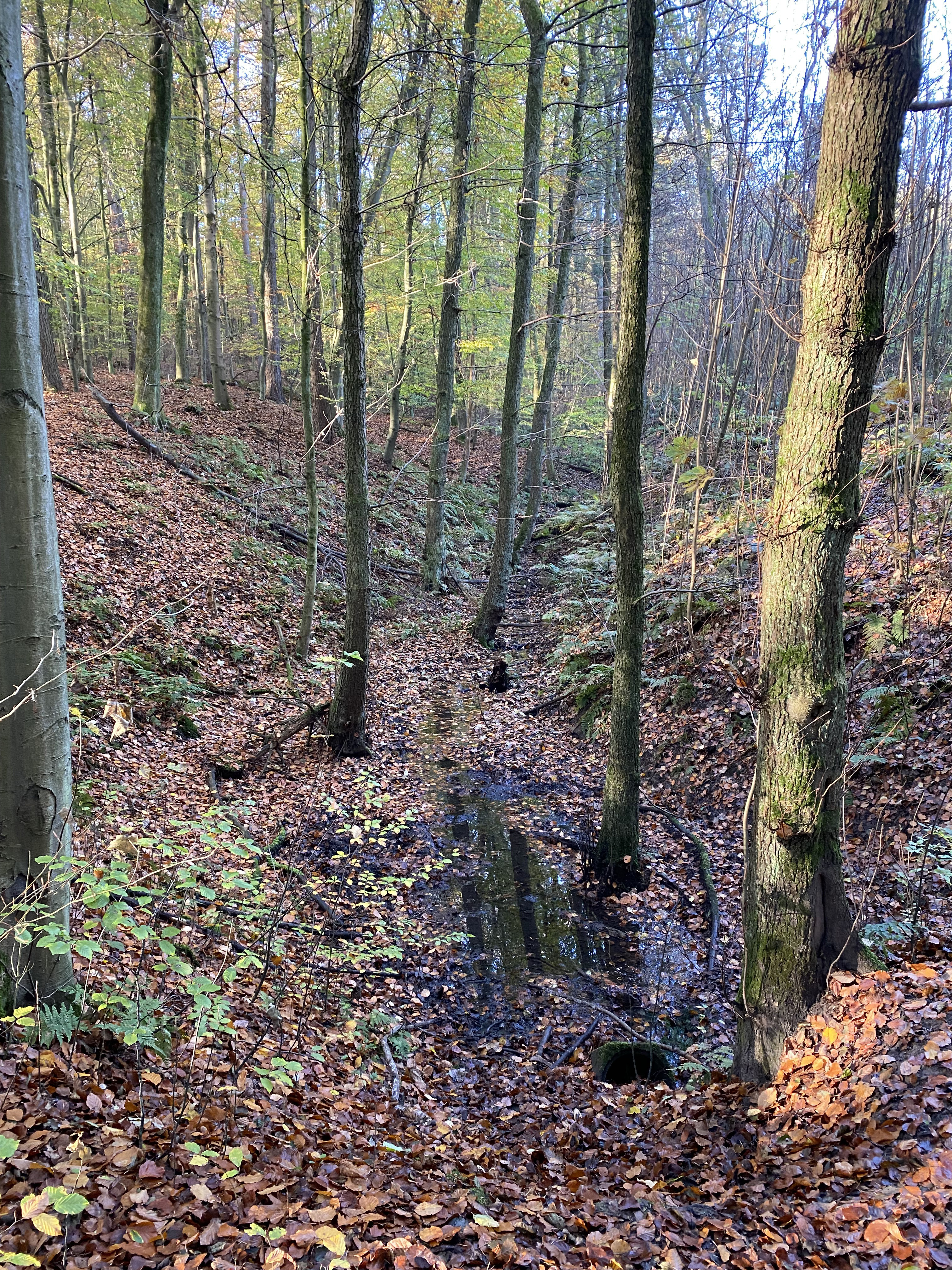
Reichsmarksiepen
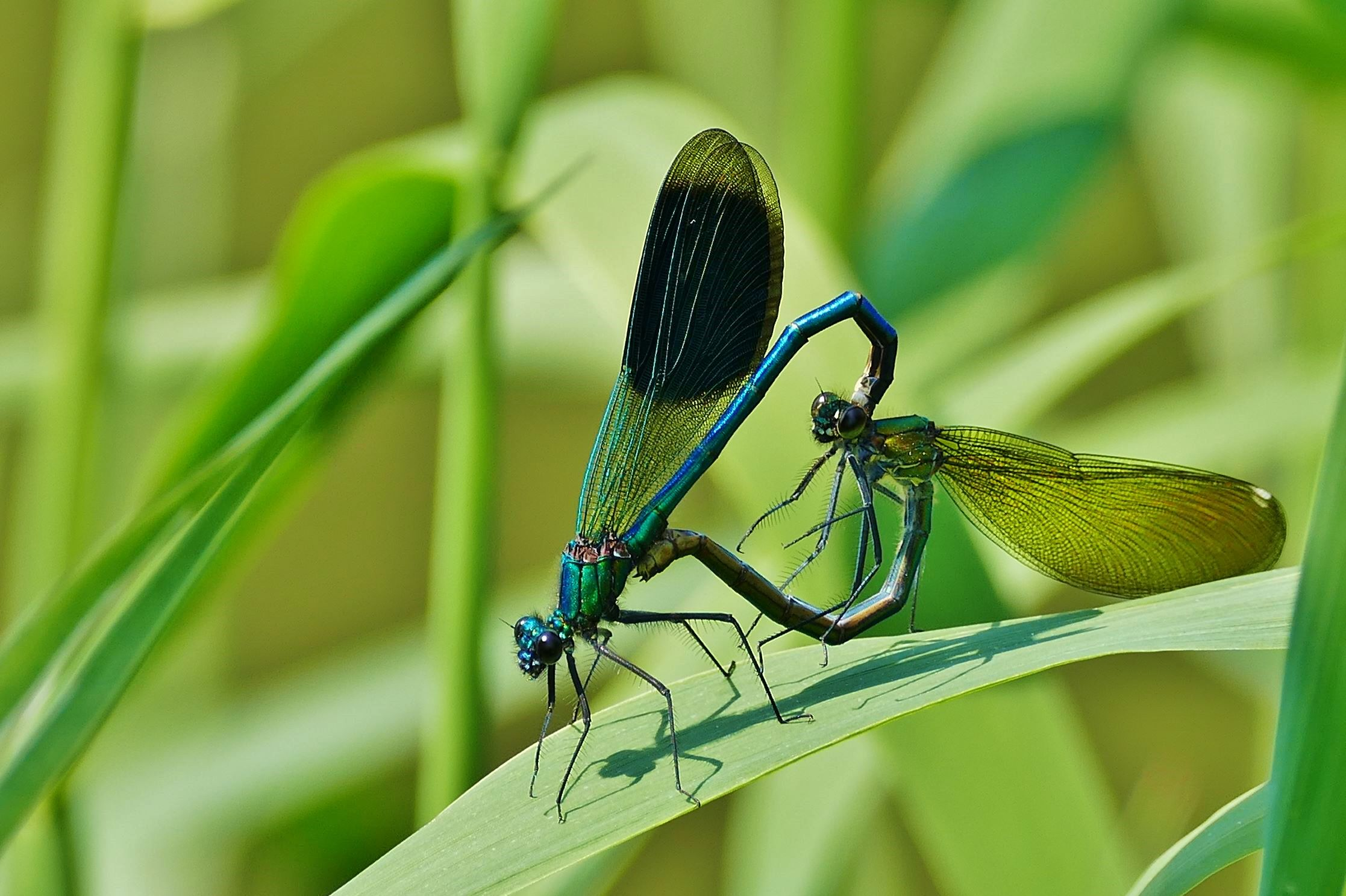
Gebänderte Prachtlibellen (Paarung)
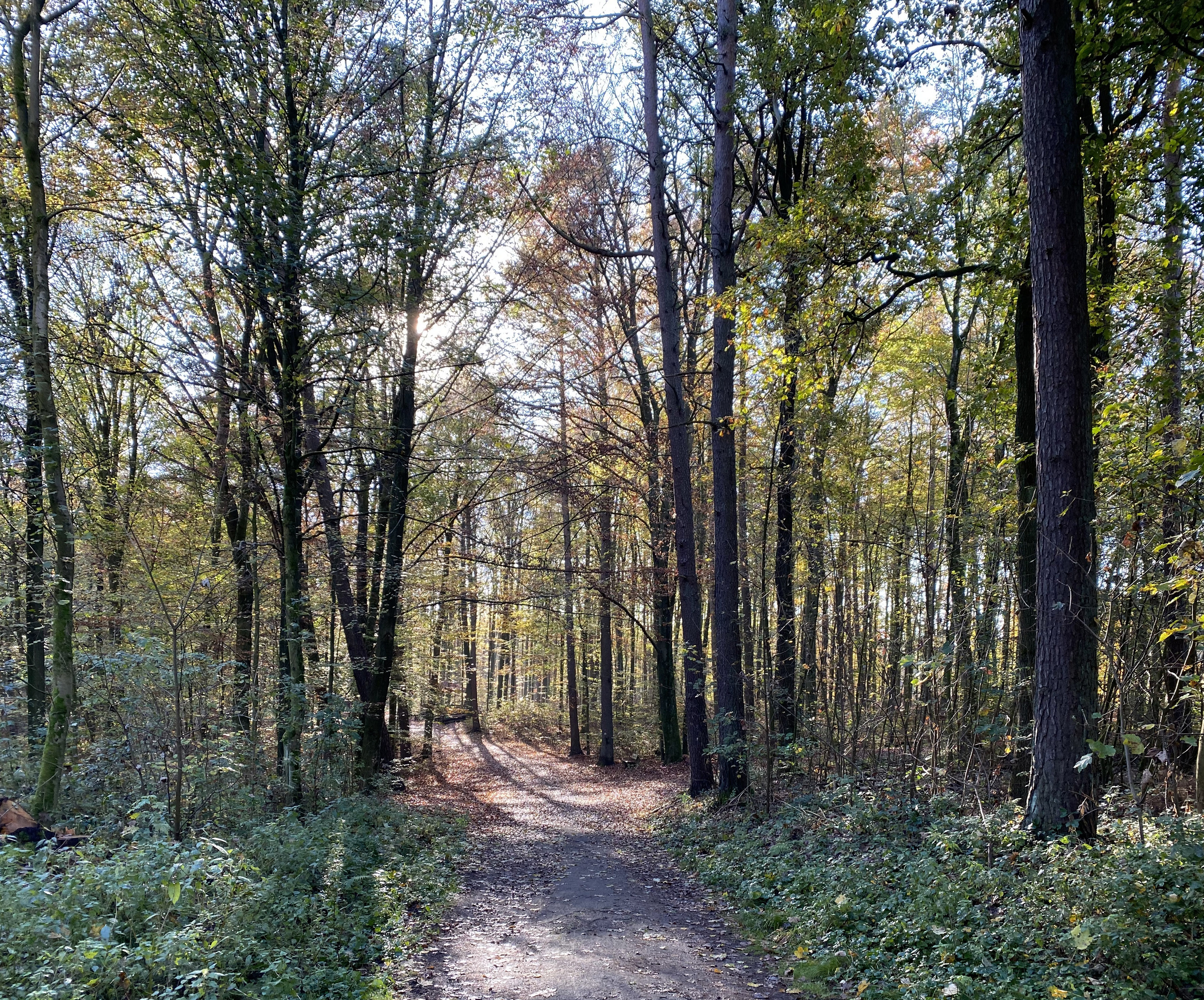
NSG Fürstenbergholz
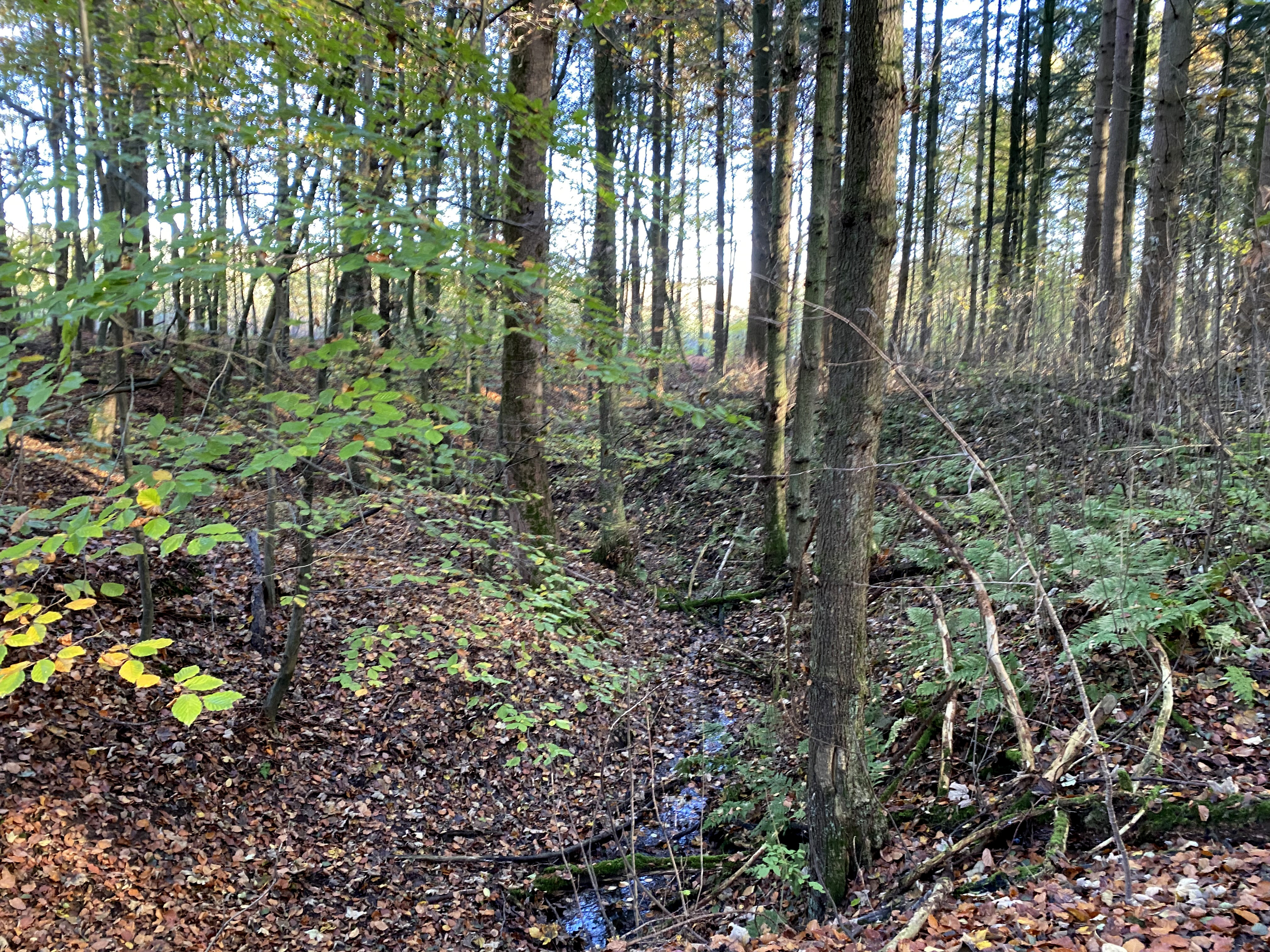
Reichsmarksiepen
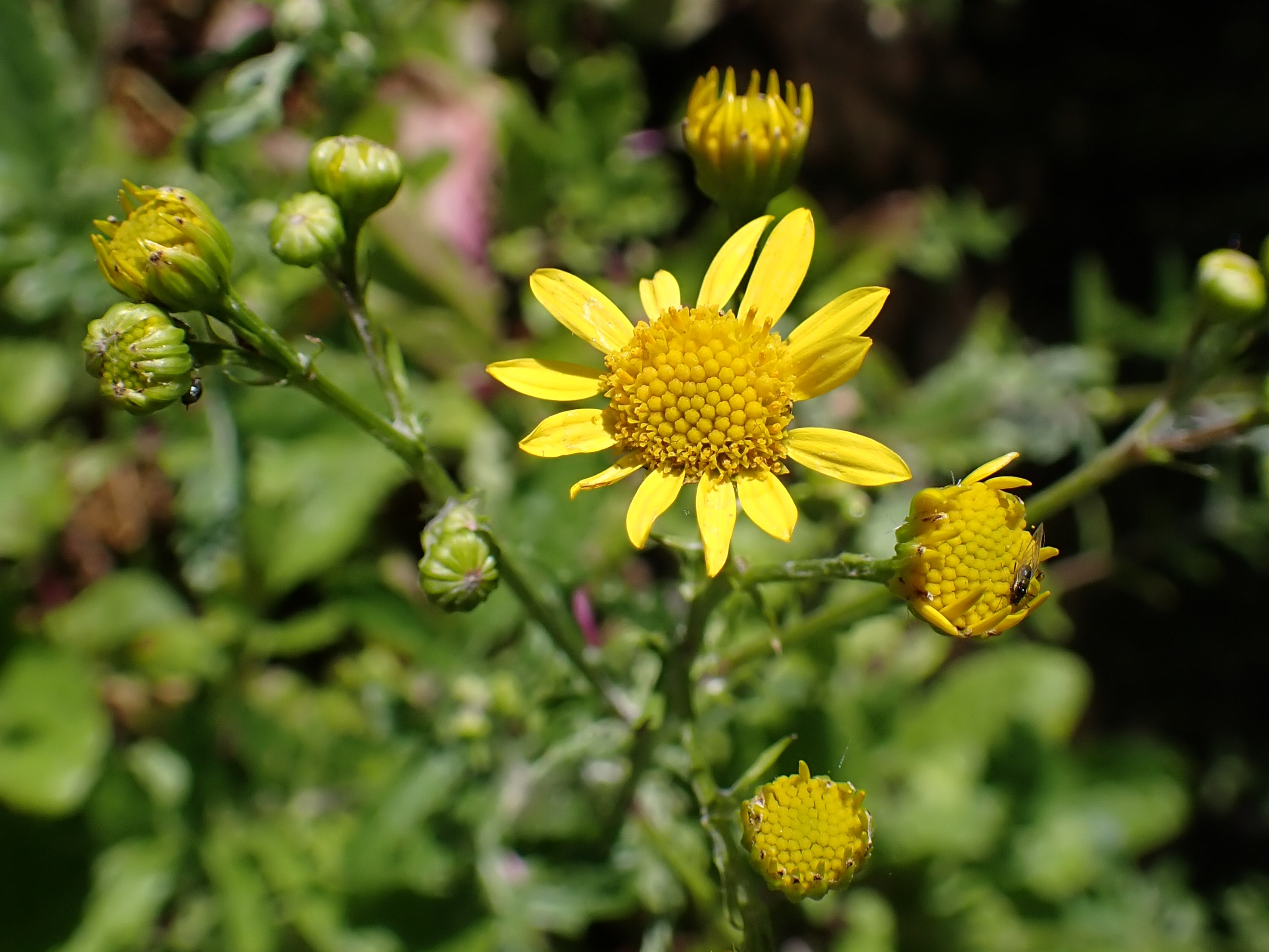
Wasser-Greiskraut im NSG heimisch
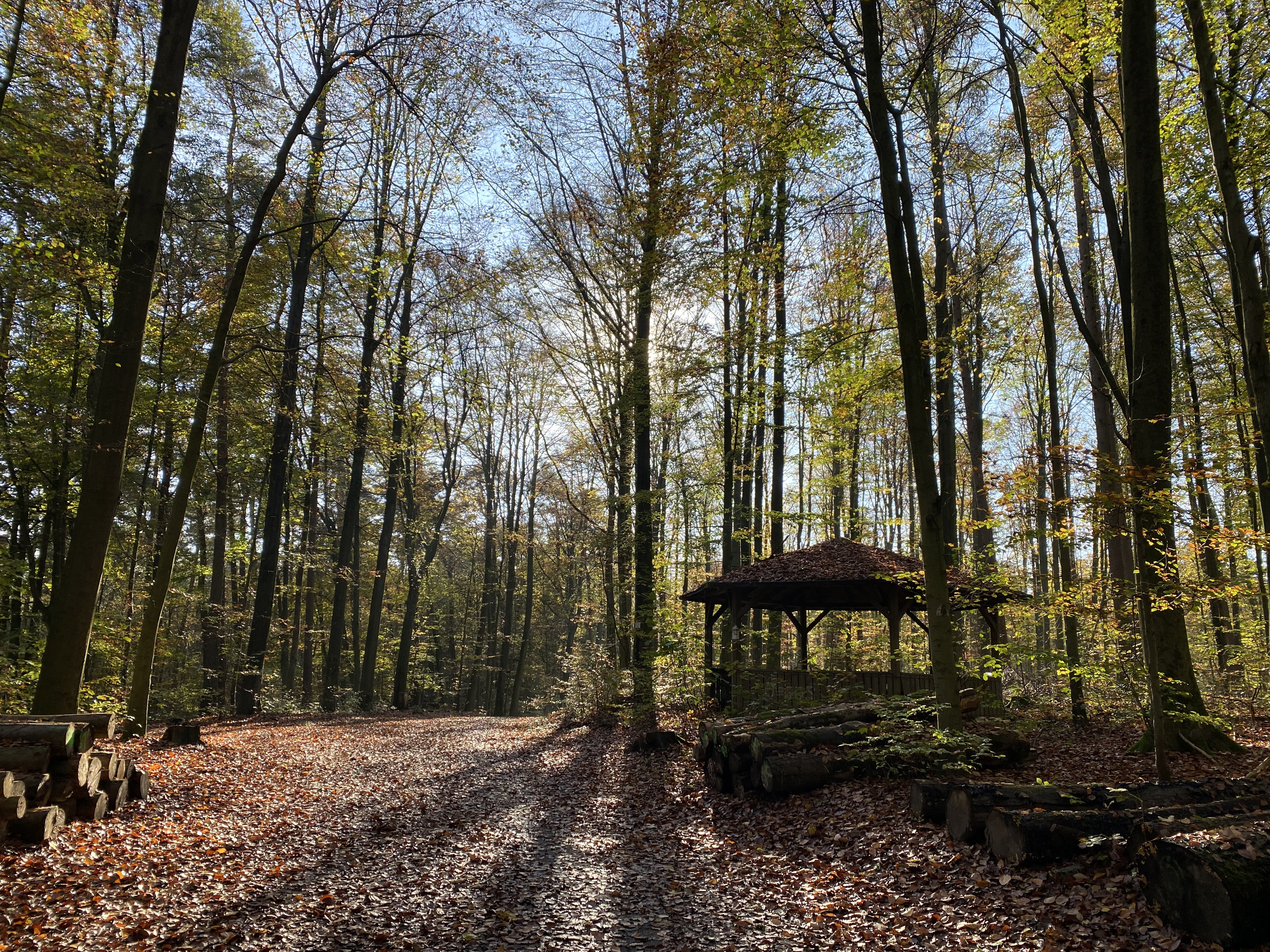
Schutzhütte im NSG